# François Brohier
François Brohier est un jockey, driver, entraîneur et propriétaire français de chevaux de courses au trot, né le 15 janvier 1933 à Turqueville, dans le département de la Manche. En tant que jockey, il remporte cinq éditions du Prix de Cornulier.

## Biographie
François Brohier nait le 15 janvier 1933 à Turqueville, dans le département français de la Manche. Il est le fils de Léon Brohier, ancien jockey élevant quelques chevaux, et de Louise Dufresne, belle-sœur d'Henri Levesque. Ce dernier, qui n'est tout d'abord qu'éleveur de bovins, finit par être convaincu par Léon Brohier d'élever des chevaux. Il envisage alors d'être aidé par son neveu François. D'abord intéressé par les concours hippiques, celui-ci se forme au trot monté par des stages chez Aimé Forcinal et l'écurie Olry-Roederer. Il va ainsi participer dans les années 1950 au spectaculaire développement de l'écurie Levesque. Henri Levesque conduit ses chevaux au sulky, mais, n'étant pas suffisamment léger, confie à François Brohier le soin de les monter.
François Brohier se voit ainsi confier en course des chevaux vainqueurs de classiques tels qu'Icare IV, La Champagne et surtout Masina avec laquelle il remporte notamment deux Prix de Cornulier successifs (1961-1962) prenant également la place d'Henri Levesque au sulky de la championne en 1961 pour remporter le Prix d'Amérique. Il est alors sollicité par d'autres écuries dont celles de Roger Massue avec Ozo et de madame Barbé avec Ol Est B qui lui permet de remporter un troisième Cornulier consécutif. Il attendra deux ans pour un quatrième titre avec Quovaria, de nouveau pour l'écurie Levesque
En 1966, il s'installe à son compte, Uniflore D remportant ainsi sous ses couleurs un nouveau Cornulier en 1971. 
En 1980, à 47 ans, dans une séance de qualification, il se casse le fémur lors d'une chute, ce qui met un frein à sa motivation. Il reprend avec un effectif réduit l'année suivante.
Il préside de 1990 à 2000 le syndicat des entraineurs et dirige quelques mois la société des courses de Lisieux.
François Brohier est marié à Jeanne-Marie Avenel et a un fils, Didier. L'association père-fils est lauréate du Critérium des 5 ans en 1997 avec Élito de Manerbe.

## Palmarès

### Monté
- Prix de Cornulier – 5 – 1961, 1962 (Masina), 1963 (Ol Est B), 1965 (Quovaria), 1971 (Uniflore D).
- Prix du Président de la République – 4 – 1956 (Icare IV), 1959 (La Champagne), 1960 (Masina), 1962 (Ozo).
- Prix de Normandie – 2 – 1961 (Masina), 1963 (Ol Est B).
- Prix des Élites – 2 – 1960 (Masina), 1964 (Quovaria).
- Prix de Vincennes – 1 – 1961 (Ozo).
- Prix des Centaures – 1 – 1965 (Quovaria).
- Prix d'Essai – 1 – 1965 (Sac au Dos).

### Attelé
- Prix d'Amérique – 1 – 1961 (Masina).
- Prix de France – 1 – 1962 (Masina).
- Prix de Paris – 1 – 1962 (Masina).
- Prix de Sélection – 2 – 1961, 1962 (Masina).
- Critérium des 5 ans – 1 – 1961 (Masina).
- Critérium des 3 ans – 1 – 1977 (Ivory Queen).
- Grand Critérium de vitesse de la Côte d'Azur – 1 – 1962 (Masina).